# Colangite acuta
La colangite acuta o colangite ascendente (o, talvolta, semplicemente colangite, dal greco antico  chol-?, "bile", -ang, "conca" e -itis, "infiammazione") è un'infezione del dotto biliare causata solitamente da batteri che provengono dalla sua confluenza nel duodeno (la prima parte dell'intestino tenue); ciò tende a verificarsi se il dotto biliare è già parzialmente ostruito da calcoli biliari.
La colangite può essere pericolosa per la vita ed è considerata un'emergenza medica. I sintomi caratteristici comprendono ittero, febbre, dolori addominali e, nei casi più gravi, bassa pressione sanguigna e stato confusionale. Il trattamento iniziale è costituito dalla somministrazione di fluidi per via endovenosa e di antibiotici, ma vi è spesso un problema di fondo (come la presenza di calcoli biliari o il restringimento del dotto biliare) che rende necessario eseguire ulteriori esami e trattamenti, solitamente tramite procedura endoscopica.

## Storia
Si ritiene che Jean-Martin Charcot, medico presso l'Ospedale Salpêtrière di Parigi, sia stato uno dei primi ad aver descritto la colangite, così come la triade omonima. Egli fece riferimento a una condizione di «febbre epatica» («fièvre hépatique», in lingua francese). Il dottor Benedict Reynolds, un chirurgo statunitense, riaccese l'interesse verso tale patologia con una pubblicazione redatta nel 1959 insieme al collega Everett Dargan, in cui formulò la pentade che porta il suo nome. Sino all'introduzione della colangio-pancreatografia endoscopica retrograda (ERCP), avvenuta nel 1968, tale condizione è rimasta generalmente di competenza chirurgica a seguito di esplorazione del dotto biliare ed escissione dei calcoli. L'ERCP è, invece, generalmente eseguita da specialisti di medicina interna o gastroenterologia. Nel 1992 è stato dimostrato come l'ERCP fosse generalmente più sicura di un intervento chirurgico nei casi di colangite ascendente.

## Epidemiologia
Si stima che circa il 15% della popolazione adulta dei Paesi occidentali presenti dei calcoli biliari a livello della colecisti; tuttavia, spesso la calcolosi biliare non presenta alcun sintomo e rimane silente anche per tutta la vita; soltanto il 15-25% dei pazienti con calcolosi biliare nell'arco di 10-15 anni andrà incontro a uno o più episodi di coliche biliari (dolore addominale dovuto al passaggio di calcoli biliari nel tratto digestivo attraverso il dotto biliare) e il 2-5% svilupperà complicanze da ostruzione, come pancreatite acuta, colecistite o colangite acuta, che necessiteranno di intervento chirurgico.
La prevalenza dei calcoli biliari aumenta con l'età e l'indice di massa corporea, come nel caso di obesità. Il rischio aumenta anche per chi perde peso rapidamente (per esempio dopo un intervento di chirurgia bariatrica) per effetto di alterazioni nella composizione della bile che la rendono incline a precipitare e quindi a formare calcoli. I calcoli biliari sono più comuni nelle donne rispetto agli uomini (rapporto 2:1) e la gravidanza aumenta ulteriormente il rischio. Altri fattori di rischio sono l'appartenenza a determinati gruppi etnici e la familiarità.

## Segni e sintomi

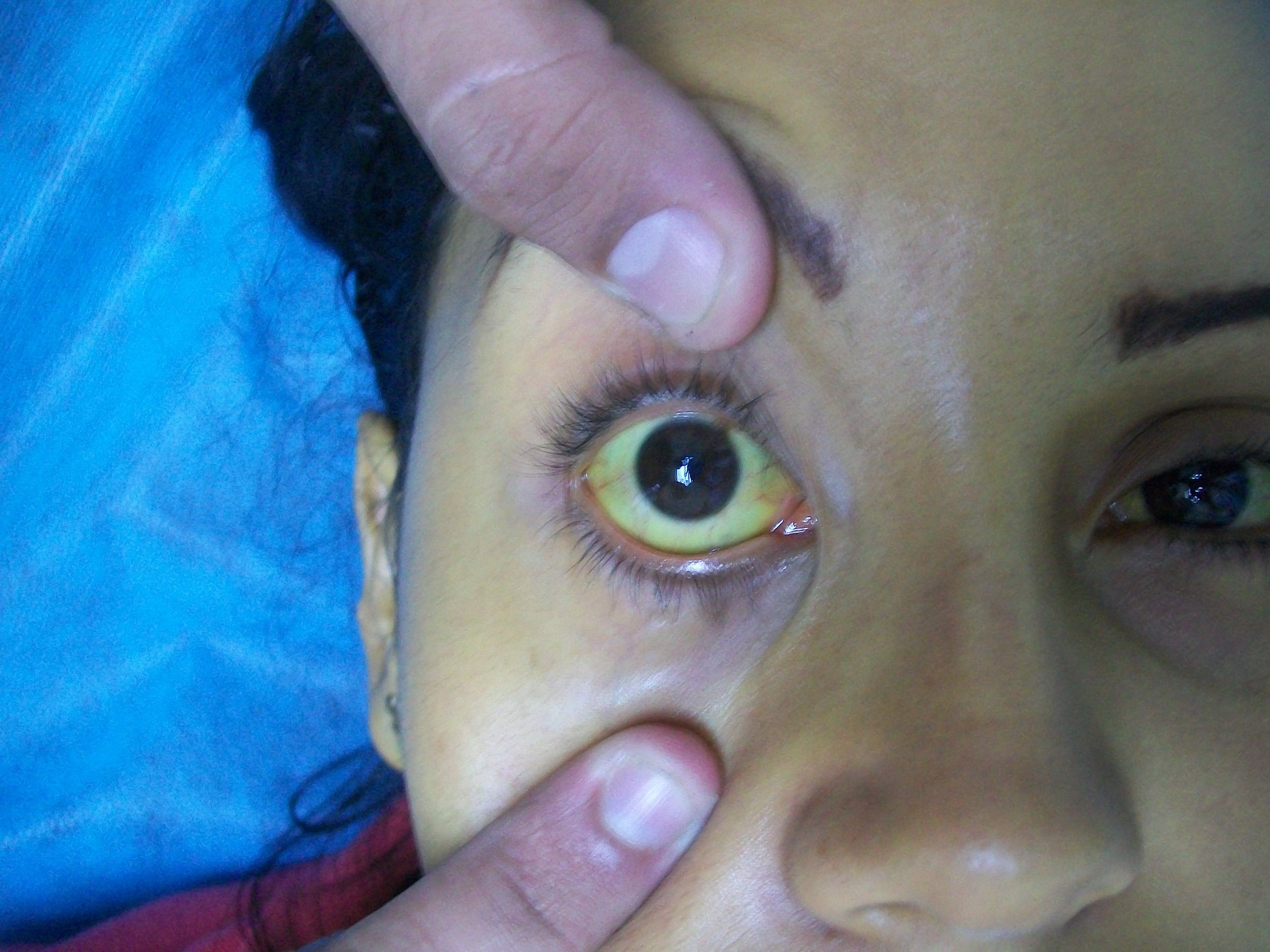
Sclera dell'occhio di colorazione gialla, un fenomeno noto come ittero, possibile segno clinico in un caso di colangite acuta

Un paziente con colangite può accusare dolore addominale (in particolare nel quadrante superiore destro dell'addome), febbre, brividi e una sensazione generalizzata di malessere. Alcuni possono presentare anche ittero (colorazione gialla della pelle e della sclera dell'occhio).
La triade di Charcot è un insieme di tre segni clinici che si riscontrano frequentemente nella colangite: dolore addominale, ittero e febbre con brividi. In passato si riteneva che fra il 50% e il 70% dei casi si presentasse con questa triade; tuttavia più recentemente tale valore è stato rivalutato tra il 15% e il 20%. La pentade di Reynolds aggiunge ai segni della triade di Charcot la presenza di shock settico e confusione mentale. Questa combinazione di segni, che tuttavia si presenta raramente, è indice di un peggioramento della condizione e dell'incorrere dello stato di sepsi.
Negli anziani, la presentazione può essere atipica: essi possono accusare setticemia senza prima mostrare altre caratteristiche tipiche. In coloro a cui è stato posizionato uno stent nel dotto biliare, l'ittero non può verificarsi.

## Cause
L'ostruzione del dotto biliare, caratteristica frequente della colangite acuta, è generalmente provocata dalla presenza di calcoli biliari. Tuttavia, fra il 10% e il 30% dei casi sono dovuti ad altre cause, quali stenosi benigne (restringimenti del dotto biliare senza che vi siano masse neoplastiche), danni postoperatori o alterazioni della struttura dei dotti biliari cagionate, per esempio, dal restringimento nel sito di anastomosi, da vari tipi di tumore (tumore del dotto biliare e della colecisti, della papilla di Vater, del pancreas, del duodeno) o per opera di organismi anaerobici, come il Clostridium e i Bacteroides (quest'ultima eventualità si verifica soprattutto negli anziani e in coloro che sono stati sottoposti a un precedente intervento di chirurgia del sistema biliare). Anche i parassiti che infettano il fegato e le vie biliari possono causare colangite; questi includono gli Ascaris lumbricoides, i Clonorchis sinensis, gli Opisthorchis viverrini e l'Opisthorchis felineus. Nelle persone con AIDS, un gran numero di organismi opportunisti è noto per essere responsabile di colangiti, ma tale rischio è rapidamente diminuito in virtù dell'introduzione di trattamenti efficaci. La colangite può anche complicare eventuali procedure mediche che coinvolgono il dotto biliare, soprattutto l'ERCP; pertanto a coloro che si devono sottoporre a tale procedura si consiglia una profilassi antibiotica.
La presenza di uno stent biliare fisso (per esempio come terapia antalgica per un tumore pancreatico) aumenta leggermente il rischio di colangite, ma dispositivi di questo tipo sono spesso necessari per mantenere pervio il dotto biliare sottoposto a una pressione esterna.

## Diagnosi

### Esami del sangue
Gli esami del sangue di routine possono mettere in luce le caratteristiche dell'infiammazione acuta (aumento della conta del numero di globuli bianchi ed elevati livelli di proteina C-reattiva); anche i test di funzionalità epatica appaiono di solito anormali e nella maggior parte dei casi saranno coerenti con l'ostruzione (incremento dei livelli di bilirubina, fosfatasi alcalina e gammaglutammiltransferasi). Nelle fasi iniziali, tuttavia, la pressione sulle cellule del fegato può essere la caratteristica principale e quindi i risultati degli esami possono essere affini a quelli riscontrabili nei casi di epatite, con aumenti di alanina transaminasi e aspartato transaminasi.
Nei pazienti che manifestano febbre e i sintomi di una sospetta infezione acuta, viene spesso eseguita un'emocoltura, che nel 36% riesce a evidenziare i batteri responsabili, solitamente dopo 24-48 ore di incubazione. Può essere prelevata anche la bile, a seguito di una ERCP, per la coltura. I batteri più comuni correlati alla colangite ascendente sono i bacilli gram-negativi Escherichia coli (25%÷50%), Klebsiella (15%÷20%) e Enterobacter (5%÷10%). Fra i cocchi gram-positivi, l'Enterococcus è la causa riscontrata nel 10%÷20% dei casi.

### Diagnostica per immagini

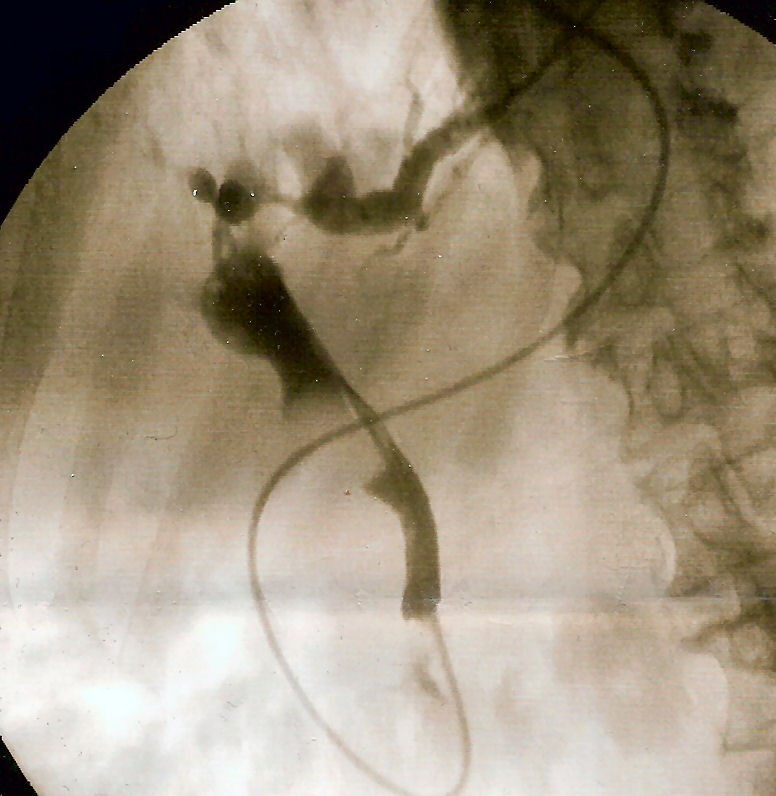
Colangiografia che mostra il dotto biliare comune in nero (in diagonale da sinistra in alto a destra in basso al centro) con l'interruzione del contorno a causa di una importante calcolosi biliare

Dato che la colangite ascendente di solito si verifica nel contesto di un'ostruzione del dotto biliare, possono essere impiegate varie tecniche di diagnostica per immagini per identificare il sito e la natura di questa ostruzione. La prima indagine è solitamente l'ecografia, in quanto è facilmente disponibile e priva di controindicazioni. Essa può mostrare la dilatazione del dotto biliare e identifica il 38% dei calcoli in sede, ma risulta relativamente inefficace nell'identificare i calcoli posizionati più in basso. L'ecografia può inoltre aiutare a distinguere fra colangite e colecistite (infiammazione della colecisti) che presenta sintomi simili alla colangite ma appare diversamente). Una tecnica diagnostica più accurata è la risonanza magnetica colangiopancreatografica (MRCP), che vanta una sensibilità comparabile all'ERCP. Calcoli più piccoli potrebbero tuttavia passare inosservati se il macchinario utilizzato non è sufficientemente preciso.
Il gold standard per la diagnosi di ostruzione biliare rimane ancora la colangio-pancreatografia endoscopica retrograda (ERCP). Questa tecnica implica l'uso di una sonda per endoscopia – che consiste in un tubo inserito nella bocca e che attraversa l'esofago, lo stomaco e quindi arriva al duodeno – per far giungere una piccola cannula nel dotto biliare; a quel punto, viene iniettato un mezzo di contrasto per opacizzare il condotto al fine di ottenere immagini a raggi X del sistema biliare. Su tali radiografie, note come colangiogrammi, i calcoli biliari sono visibili come aree non radiopache situate nel profilo del condotto. Per scopi esclusivamente diagnostici, l'ERCP è ora generalmente stata sostituita – per motivi legati alla sua invasività – dalla risonanza magnetica, mentre viene utilizzata di prima scelta per i pazienti critici in cui il ritardo nella diagnosi non è accettabile. Tuttavia, se l'indice di sospetto di colangite è alto, una ERCP è in genere eseguita per drenare il dotto biliare comune ostruito.
Se si sospettano cause diverse dai calcoli biliari (come per esempio una massa tumorale), la tomografia computerizzata e l'ecografia endoscopica (EUS) possono essere eseguite per identificare la natura dell'ostruzione. L'EUS può essere utilizzata per ottenere una biopsia delle masse sospette. L'EUS può anche sostituire l'ERCP diagnostica per i calcoli, ma tale eventualità dipende dall'organizzazione del centro medico.

## Patogenesi

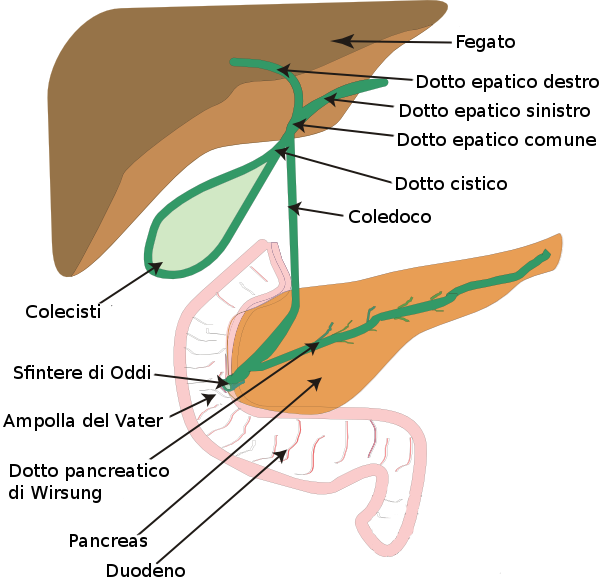
Il diagramma mostra il fegato e le porzioni vicine del sistema digestivo

La bile viene prodotta dal fegato e serve a eliminare il colesterolo e la bilirubina dal corpo così come da emulsionante dei grassi per renderli più solubili in acqua e permettere quindi la loro digestione. La bile si forma nel fegato, in particolare negli epatociti (le tipiche cellule dell'organo), e viene escreta nel dotto epatico comune. Parte della bile viene immagazzinata nella cistifellea grazie alla contropressione esercitata dallo sfintere di Oddi e può essere rilasciata al momento della digestione. La cistifellea svolge inoltre un'azione di concentrazione della bile, assorbendo l'acqua e i sali disciolti in essa. Tutta la bile raggiunge il duodeno (la prima porzione dell'intestino tenue) attraverso il dotto biliare comune e la papilla di Vater. Lo sfintere di Oddi, situato all'incrocio tra la papilla e il duodeno è un muscolo circolare che controlla il rilascio sia della bile sia delle secrezioni pancreatiche nel tratto digestivo.
L'albero biliare, di norma, è sostanzialmente privo di batteri, grazie ad alcuni meccanismi di protezione. Lo sfintere di Oddi agisce come barriera meccanica e il sistema biliare ha solitamente bassa pressione (da 8 a 12 cmH2O), il che permette alla bile di fluire liberamente. Il flusso anterogrado continuo della bile nel condotto fa sì che gli eventuali batteri presenti nel duodeno non possano risalire e quindi instaurare un'infezione. La costituzione dei sali biliari e le immunoglobuline svolgono anch'essi un ruolo protettivo.

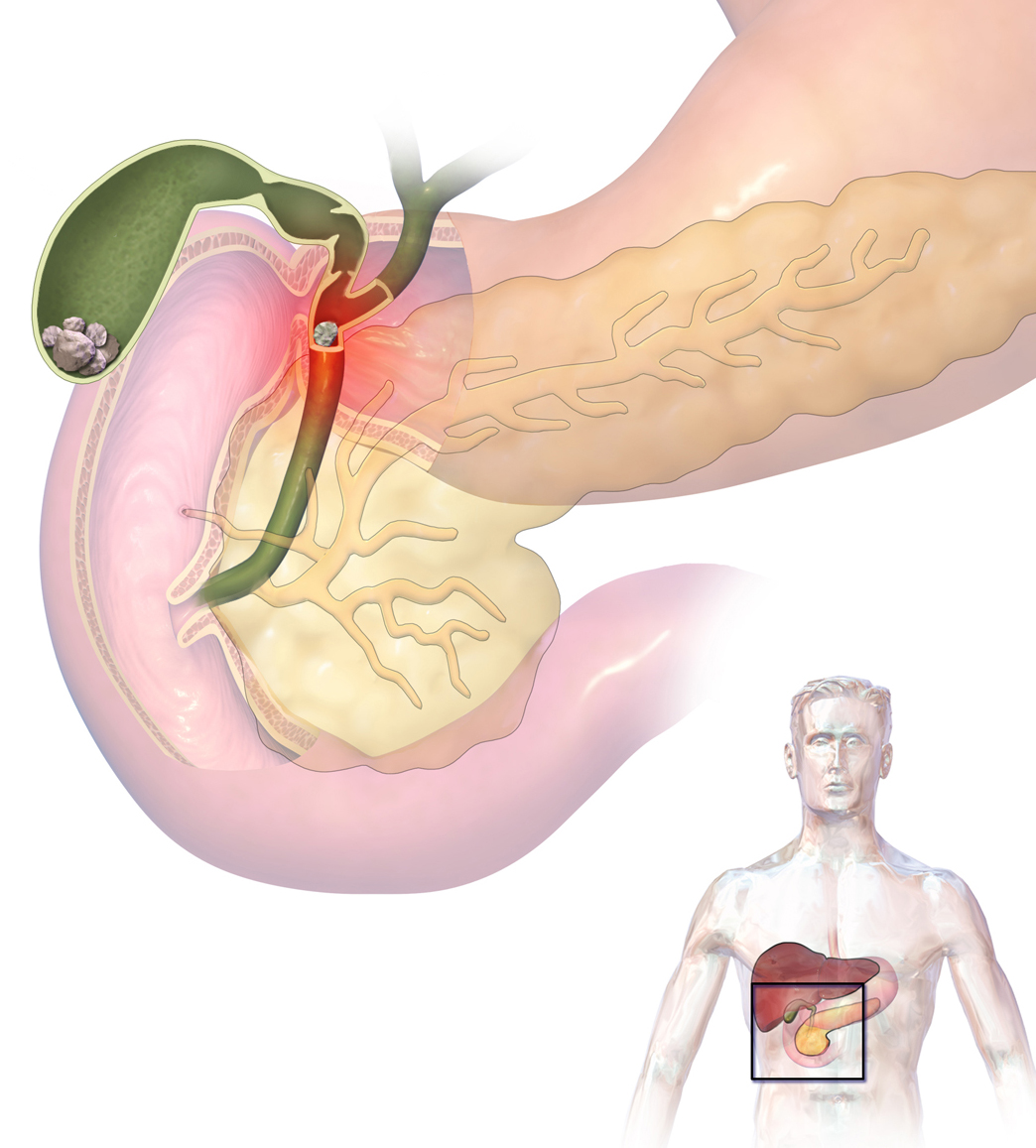
Illustrazione che mostra una ostruzione delle vie biliari

In assenza di ostruzioni, la contaminazione batterica solitamente non comporta colangite. Tuttavia un aumento della pressione all'interno del sistema biliare (sopra i 20 cmH2O), risultante da una eventuale ostruzione del dotto, allarga gli spazi tra le cellule che lo rivestono portando la bile contaminata dai batteri a contatto con il flusso sanguigno. Inoltre, ciò influisce negativamente sulla funzione delle cellule di Kupffer, che sono le cellule macrofagi deputate a prevenire che i batteri possano entrare nel sistema biliare. Infine, l'aumento della pressione biliare comporta una diminuzione della produzione di immunoglobuline IgA nella bile. Tutto ciò provoca batteriemia (presenza di batteri nel sangue) e dà luogo alla sindrome da risposta infiammatoria sistemica (SIRS), che si manifesta con febbre (spesso accompagnata da tremori), tachicardia, aumento della frequenza respiratoria e un incremento dei globuli bianchi; la SIRS – in presenza di infezione sospetta o confermata – prende il nome di sepsi. L'ostruzione biliare sfavorisce il sistema immunitario e compromette la sua capacità di combattere le infezioni, alterando la funzione di alcune cellule difensive – come i granulociti neutrofili – e modificando i livelli delle citochine.
Nella colangite ascendente si presume che i batteri migrino all'indietro lungo il dotto biliare, come risultato di una ostruzione parziale e della compromissione della funzionalità dello sfintere di Oddi. Altre teorie circa l'origine dei batteri, per esempio attraverso la vena porta o trasmigrazione dal colon, sono considerate poco probabili.

## Trattamento

### Liquidi e antibiotici
I casi di colangite richiedono il ricovero in ospedale. Vengono somministrati liquidi per via endovenosa, soprattutto se la pressione arteriosa è bassa, e viene intrapresa una terapia antibiotica. La terapia empirica con antibiotici ad ampio spettro solitamente si protrae sino a quando non si viene a sapere con certezza quali agenti patogeni abbiano causato l'infezione e a quali antibiotici essi siano sensibili. Sono ampiamente utilizzate combinazioni di penicilline e aminoglicosidi, anche se la ciprofloxacina ha dimostrato di essere efficace nella maggior parte dei casi e può essere preferita agli aminoglicosidi per via di un minor numero di effetti collaterali. Spesso si usa aggiungere il metronidazolo per trattare specificamente i patogeni anaerobici. La terapia antibiotica prosegue per 7-10 giorni. I farmaci che aumentano la pressione del sangue (vasopressori) possono essere necessari per contrastare la pressione sanguigna bassa.

### Endoscopia
Il trattamento definitivo per la colangite consiste nella soluzione dell'ostruzione biliare sottostante. Ciò di solito viene eseguito 24-48 ore dopo il ricovero, allorché il paziente si trova in condizioni stabili e ha manifestato qualche miglioramento grazie alla terapia antibiotica; tuttavia, la manovra potrebbe essere anticipata qualora si verifichi un deterioramento repentino delle condizioni del paziente, malgrado il trattamento adeguato, oppure nel caso in cui gli antibiotici non abbiano mostrato di essere in grado di ridurre i segni dell'infezione, situazione che si verifica nel 15% circa dei casi.

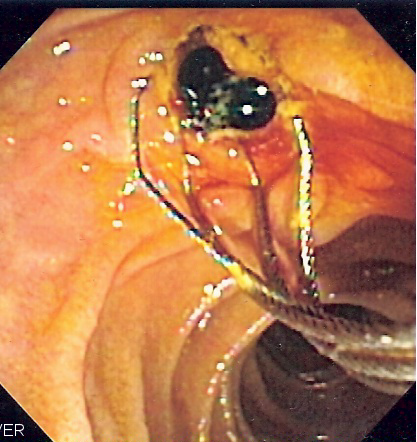
Immagine duodenoscopica di due calcoli dovuti a colelitiasi estratti dal coledoco dopo una sfinterotomia

La colangiopancreatografia endoscopica retrograda (ERCP) è l'approccio più comune per sbloccare il dotto biliare. Ciò comporta una procedura endoscopica (il passaggio di un tubo a fibre ottiche attraverso lo stomaco verso il duodeno), l'identificazione della papilla di Vater e quindi l'inserimento di un piccolo tubo nel dotto biliare. Viene in genere effettuata una sfinterotomia (ovvero una piccola incisione nello sfintere di Oddi) per facilitare il flusso della bile dal condotto e per consentire l'inserimento degli strumenti finalizzati all'estrazione dei calcoli che ostruiscono il dotto biliare comune; in alternativa, o in aggiunta, l'orifizio del dotto biliare comune può essere dilatato con un palloncino. I calcoli possono essere rimossi mediante aspirazione diretta o tramite vari strumenti, compresi palloncini e cestelli per trainarli dal dotto biliare al duodeno. Affinché i calcoli più grandi siano rotti prima della rimozione, è possibile fare ricorso a un apparato noto come "litotritore meccanico" oppure a strumentazioni per litotrissia intracorporea laser o elettroidraulica. I calcoli troppo grandi per essere rimossi o rotti meccanicamente tramite ERCP possono essere trattati mediante litotrissia extracorporea a onde d'urto: questa tecnica impiega onde d'urto acustiche prodotte al di fuori del corpo per distruggere i calcoli. Raramente si rende necessario un intervento chirurgico, che può essere eseguito in laparoscopia.
Aree particolarmente ristrette possono essere rese pervie tramite l'inserimento di uno stent, un dispositivo a forma di tubo cavo che mantiene il condotto aperto. Gli stent in plastica rimovibili sono utilizzati nelle colelitiasi semplici, mentre stent metallici autoespandibili permanenti vengono utilizzati se l'ostruzione è dovuta alla pressione di una massa tumorale, come nel caso di un tumore al pancreas. Un drenaggio nasobiliare può essere lasciato; questo consiste in un tubo di plastica che passa dal condotto biliare attraverso lo stomaco e il naso e permette il drenaggio continuo della bile all'esterno. La decisione su quale trattamento scegliere è generalmente basata sulla gravità dell'ostruzione, sui risultati degli studi diagnostici per immagini e se la condizione del paziente risulta migliorata con il trattamento antibiotico. Alcuni trattamenti possono non essere sicuri se la coagulazione del sangue risulta compromessa. Il rischio di sanguinamento (specialmente da sfinterotomia) aumenta con l'uso di farmaci come il clopidogrel, che inibisce l'aggregazione piastrinica, o se il tempo di protrombina è notevolmente prolungato. In quest'ultimo caso, la somministrazione di vitamina K o plasma può essere una scelta atta a ridurre il rischio di sanguinamento.
Talvolta può essere difficile ottenere un accesso endoscopico, soprattutto quando l'ostruzione si trova nella parte più superiore del sistema biliare oppure quando vi è una grave stenosi. Quando questo accade, può rendersi necessaria una colangiografia transepatica percutanea (PTC) per alleviare la pressione. Ciò comporta l'identificazione del dotto biliare tramite ecografia per poi inserire un tubicino attraverso la pelle (via percutanea). La PTC viene generalmente effettuata da radiologi e ha potenziali complicazioni, tanto che prima di eseguirla si preferisce tentare più ERCP da più medici esperti.

### Colecistectomia
In realtà, non tutti i calcoli biliari implicati nella colangite ascendente si trovano nella cistifellea; tuttavia la colecistectomia (rimozione chirurgica della cistifellea) è generalmente raccomandata in coloro che sono stati trattati per la colangite causa di colelitiasi. L'operazione è in genere ritardata fino a quando tutti i sintomi non si sono risolti e l'ERCP o l'MRCP hanno confermato che il dotto biliare è libero da calcoli biliari. Coloro che non sono sottoposti a colecistectomia hanno un aumentato rischio di recidiva di dolore biliare, ittero, ulteriori episodi di colangite e la necessità di essere sottoposti a ulteriori ERCP o procedure connesse. Il rischio di morte appare significativamente aumentato.

## Prognosi
La colangite acuta comporta un rischio significativo di morte. La principale causa di decesso è attribuibile allo shock conseguente alla sindrome da disfunzione multiorgano, una possibile complicanza delle gravi infezioni. Tuttavia, i miglioramenti nella diagnosi e nel trattamento hanno portato a una riduzione della mortalità: prima del 1980, circa il 50% dei casi aveva un esito infausto, valore che si è ridotto, un decennio dopo, a 10%÷30%. I pazienti con i sintomi della sindrome da disfunzione multiorgano hanno più probabilità di decesso a meno che non possano beneficiare al più presto di un drenaggio biliare e un trattamento con antibiotici sistemici. Altre cause di morte da grave colangite includono l'insufficienza cardiaca e la polmonite.
Fra i fattori che aumentano il rischio di decesso si annoverano l'età avanzata, l'essere di sesso femminile, una storia di cirrosi epatica, il restringimento delle vie biliari dovuto a una massa neoplastica, l'insufficienza renale acuta e la presenza di ascessi epatici. Le complicanze più gravi della colangite possono essere insufficienza renale cronica, insufficienza respiratoria (incapacità del sistema respiratorio di ossigenare il sangue e/o eliminare l'anidride carbonica), l'instaurarsi di una aritmia cardiaca, l'infezione della ferita, la polmonite, emorragie gastrointestinali e l'ischemia miocardica.